# Sauromalus slevini
Sauromalus slevini є видом з родини ігуанових. S. slevini є рідним для трьох невеликих островів у морі Кортеса: Ісла-дель-Кармен, Ісла-Коронадос і Ісла-Монсеррат на висоті від рівня моря до 489 метрів.

## Опис
Основний колір на спині коричневий або оливково-зелений, із жовтою середньою смугою, але може бути плямистий, мармуровий або поперечно-червоний або темно-коричневий. Голова, хвіст і кінцівки одноколірні, а хвіст може мати ледь помітні поперечні смуги темно-коричневого кольору. Черевні поверхні тьмяно-коричневі, мармурові або з темно-коричневими плямами, особливо на горлі.

## Проживання й дієта
Вид вважає за краще жити в лавових потоках і скелястих місцях із закутками та щілинами, доступними для відступу в разі загрози. Ці території зазвичай вкриті креозотовим кущем і кактусами чолла, які складають основну частину її раціону, оскільки ця ігуана в основному травоїдна. Харчується S. slevini також листям, плодами і квітами однорічних, багаторічних рослин і навіть бур'янами; комахи є додатковою здобиччю, якщо їх взагалі їдять.

## Етимологія
Назва slevini, є латинізованою формою прізвища американського зоолога Джозефа Річарда Слевіна (1881–1957), який був куратором герпетології в Каліфорнійській академії наук з 1928 по 1957 рік.